# Eddie McGoldrick
Edward John Paul "Eddie" McGoldrick, född 30 april 1965, är en irländsk-engelsk fotbollstränare och före detta professionell fotbollsspelare. Han spelade som mittfältare för fotbollsklubbarna Kettering Town, Nuneaton Borough, Northampton Town, Crystal Palace, Arsenal, Manchester City och Stockport County mellan 1981 och 1998. McGoldrick vann en Cupvinnarcupen, en Football League Second Division, en Football League Fourth Division och en Full Members Cup. Han spelade också 15 landslagsmatcher för det irländska fotbollslandslaget mellan 1992 och 1995.